# StarDance …když hvězdy tančí (1. řada)
První řada StarDance …když hvězdy tančí, taneční televizní show, měla premiéru na programu ČT1 veřejnoprávní České televize 4. listopadu 2006.
Historicky první živý televizní přenos StarDance si nenechalo ujít 1,961 milionů diváků, pátý díl dokonce sledovalo diváků přes 2 miliony.

## Porota a moderátoři
V porotě zasedli Vlastimil Harapes, Eva Bartuňková, Michael Kocáb a Zdeněk Chlopčík. Moderátorskou dvojicí tvořili Marek Eben a Tereza Kostková. Hlas, který zval moderátory a taneční páry na parket a uváděl porotce pri známkování, patřil Otakaru Brouskovi st.

## Hudba
O hudební doprovod v 1. řadě StarDance se postaral MoonDance Orchestra Martina Kumžáka. Zpěvem doprovázeli tanečníky Naďa Wepperová, Dasha, Michal Cerman a Dušan Kollár.

## Soutěžící
V soutěži se představilo celkem osm známých osobností, které utvořily páry s osmi profesionálními tanečníky.
| Celebrita         | Povolání celebrity | Profesionální tanečník | Výsledek |
| ----------------- | ------------------ | ---------------------- | -------- |
| Roman Vojtek      | herec a zpěvák     | Kristýna Coufalová     | 1. místo |
| Václav Vydra      | herec              | Petra Kostovčíková     | 2. místo |
| Tomáš Dvořák      | atlet              | Kamila Tománková       | 3. místo |
| Mahulena Bočanová | herečka            | Jaroslav Kuneš         | 4. místo |
| Jolana Voldánová  | moderátorka        | Jan Tománek            | 5. místo |
| Jana Švandová     | herečka            | Zdeněk Fenčák          | 6. místo |
| Jan Čenský        | herec              | Tereza Bufková         | 7. místo |
| Helena Zeťová     | zpěvačka           | Eduard Zubák           | 8. místo |

## Bodování
|  | nejvyšší body poroty |  | vyřazení ze soutěže |

Porotci rozhodovali pomocí bodování a diváci SMS zprávami.
| Pár                | Výsledek    | Bodování poroty v tanečních večerech | Bodování poroty v tanečních večerech | Bodování poroty v tanečních večerech | Bodování poroty v tanečních večerech | Bodování poroty v tanečních večerech | Bodování poroty v tanečních večerech | Bodování poroty v tanečních večerech | Bodování poroty v tanečních večerech |
| Pár                | Výsledek    | 1.                                   | 2.                                   | 3.                                   | 4.                                   | 5.                                   | 6.                                   | 7.                                   | 8.                                   |
| ------------------ | ----------- | ------------------------------------ | ------------------------------------ | ------------------------------------ | ------------------------------------ | ------------------------------------ | ------------------------------------ | ------------------------------------ | ------------------------------------ |
| Roman Vojtek       | 1. místo    | 23                                   | 27                                   | 32                                   | 38                                   | 39                                   | 34 + 39 = 73                         | 39 + 40 = 79                         | 37 + 39 + 40 = 116                   |
| Kristýna Coufalová | 1. místo    | 23                                   | 27                                   | 32                                   | 38                                   | 39                                   | 34 + 39 = 73                         | 39 + 40 = 79                         | 37 + 39 + 40 = 116                   |
| Václav Vydra       | 2. místo    | 23                                   | 20                                   | 25                                   | 31                                   | 26                                   | 33 + 32 = 65                         | 30 + 32 = 62                         | 37 + 37 + 40 = 114                   |
| Petra Kostovčíková | 2. místo    | 23                                   | 20                                   | 25                                   | 31                                   | 26                                   | 33 + 32 = 65                         | 30 + 32 = 62                         | 37 + 37 + 40 = 114                   |
| Tomáš Dvořák       | 3. místo    | 27                                   | 25                                   | 29                                   | 38                                   | 32                                   | 33 + 40 = 73                         | 32 + 37 = 69                         | —                                    |
| Kamila Tománková   | 3. místo    | 27                                   | 25                                   | 29                                   | 38                                   | 32                                   | 33 + 40 = 73                         | 32 + 37 = 69                         | —                                    |
| Mahulena Bočanová  | 4. místo    | 27                                   | 28                                   | 35                                   | 34                                   | 35                                   | odstoupili                           | —                                    | —                                    |
| Jaroslav Kuneš     | 4. místo    | 27                                   | 28                                   | 35                                   | 34                                   | 35                                   | odstoupili                           | —                                    | —                                    |
| Jolana Voldánová   | 5. místo    | 21                                   | 20                                   | 26                                   | 28                                   | 28                                   | —                                    | —                                    | —                                    |
| Jan Tománek        | 5. místo    | 21                                   | 20                                   | 26                                   | 28                                   | 28                                   | —                                    | —                                    | —                                    |
| Jana Švandová      | 6. místo    | 21                                   | 20                                   | 19                                   | 25                                   | —                                    | —                                    | —                                    | —                                    |
| Zdeněk Fenčák      | 6. místo    | 21                                   | 20                                   | 19                                   | 25                                   | —                                    | —                                    | —                                    | —                                    |
| Jan Čenský         | 7. místo    | 24                                   | 30                                   | 25                                   | —                                    | —                                    | —                                    | —                                    | —                                    |
| Tereza Bufková     | 7. místo    | 24                                   | 30                                   | 25                                   | —                                    | —                                    | —                                    | —                                    | —                                    |
| Helena Zeťová      | 8. místo    | 21                                   | 23                                   | —                                    | —                                    | —                                    | —                                    | —                                    | —                                    |
| Eduard Zubák       | 8. místo    | 21                                   | 23                                   | —                                    | —                                    | —                                    | —                                    | —                                    | —                                    |
| Celkem             | Celkem      | 187                                  | 193                                  | 191                                  | 194                                  | 160                                  | 211                                  | 210                                  | 230                                  |
| Průměr             | Průměr      | 18,7                                 | 24,1                                 | 27,3                                 | 32,3                                 | 32                                   | 70,3                                 | 70                                   | 115                                  |
| Párů v kole        | Párů v kole | 8                                    | 8                                    | 7                                    | 6                                    | 5                                    | 3                                    | 3                                    | 2                                    |

## Taneční večery

### 1. díl (4. listopadu 2006)
Během historicky prvního večera se za standardní tance tančil waltz a za latinskoamerické cha-cha. Žádný z párů soutěž neopustil a body od poroty měly pouze informativní charakter.
Závěrečnou písní prvního večera byla „Elephant's Foot“ od Macea Parkera.
| P  | Pár                | Tanec   | Hudba                                               | Body    | Body       | Body  | Body     | Body   |
| P  | Pár                | Tanec   | Hudba                                               | Harapes | Bartuňková | Kocáb | Chlopčík | Celkem |
| -- | ------------------ | ------- | --------------------------------------------------- | ------- | ---------- | ----- | -------- | ------ |
| 1. | Jana Švandová      | cha-cha | „Sex Bomb“ (Tom Jones & Mousse T.)                  | 6       | 5          | 6     | 4        | 21     |
| 1. | Zdeněk Fenčák      | cha-cha | „Sex Bomb“ (Tom Jones & Mousse T.)                  | 6       | 5          | 6     | 4        | 21     |
| 2. | Roman Vojtek       | waltz   | „It is You (I Have Loved)“ (Dana Glover)            | 7       | 6          | 5     | 5        | 23     |
| 2. | Kristýna Coufalová | waltz   | „It is You (I Have Loved)“ (Dana Glover)            | 7       | 6          | 5     | 5        | 23     |
| 3. | Mahulena Bočanová  | cha-cha | „Sway“ (Michael Bublé)                              | 7       | 7          | 6     | 7        | 27     |
| 3. | Jaroslav Kuneš     | cha-cha | „Sway“ (Michael Bublé)                              | 7       | 7          | 6     | 7        | 27     |
| 4. | Jan Čenský         | waltz   | „My Cup Runneth Over“ (Ed Ames)                     | 6       | 6          | 6     | 6        | 24     |
| 4. | Tereza Bufková     | waltz   | „My Cup Runneth Over“ (Ed Ames)                     | 6       | 6          | 6     | 6        | 24     |
| 5. | Václav Vydra       | cha-cha | „It's So Easy“ (Linda Ronstadt)                     | 6       | 6          | 5     | 6        | 23     |
| 5. | Petra Kostovčíková | cha-cha | „It's So Easy“ (Linda Ronstadt)                     | 6       | 6          | 5     | 6        | 23     |
| 6. | Helena Zeťová      | waltz   | „Amore e Musica“ (Russell Watson)                   | 5       | 5          | 5     | 6        | 21     |
| 6. | Eduard Zubák       | waltz   | „Amore e Musica“ (Russell Watson)                   | 5       | 5          | 5     | 6        | 21     |
| 7. | Tomáš Dvořák       | cha-cha | „Señorita“ (Justin Timberlake)                      | 7       | 6          | 7     | 7        | 27     |
| 7. | Kamila Tománková   | cha-cha | „Señorita“ (Justin Timberlake)                      | 7       | 6          | 7     | 7        | 27     |
| 8. | Jolana Voldánová   | waltz   | „One Hand, One Heart“ (Larry Kert & Carol Lawrence) | 6       | 5          | 5     | 5        | 21     |
| 8. | Jan Tománek        | waltz   | „One Hand, One Heart“ (Larry Kert & Carol Lawrence) | 6       | 5          | 5     | 5        | 21     |

### 2. díl (11. listopadu 2006)
Druhý večer předvedly páry quickstep a rumbu a poprvé se vyřazovalo.
Helena Zeťová a Eduard Zubák se rozloučili se soutěží tancem na píseň „Beautiful“ od Christiny Aguilery.
| P  | Pár                | Tanec     | Hudba                                                             | Body    | Body       | Body  | Body     | Body   |
| P  | Pár                | Tanec     | Hudba                                                             | Harapes | Bartuňková | Kocáb | Chlopčík | Celkem |
| -- | ------------------ | --------- | ----------------------------------------------------------------- | ------- | ---------- | ----- | -------- | ------ |
| 1. | Tomáš Dvořák       | quickstep | „I'll Be There for You“ (The Rembrandts)                          | 7       | 6          | 6     | 6        | 25     |
| 1. | Kamila Tománková   | quickstep | „I'll Be There for You“ (The Rembrandts)                          | 7       | 6          | 6     | 6        | 25     |
| 2. | Jolana Voldánová   | rumba     | „My Baby You“ (Marc Anthony)                                      | 6       | 4          | 5     | 5        | 20     |
| 2. | Jan Tománek        | rumba     | „My Baby You“ (Marc Anthony)                                      | 6       | 4          | 5     | 5        | 20     |
| 3. | Mahulena Bočanová  | quickstep | „Chicago“ (Frank Sinatra)                                         | 7       | 7          | 7     | 7        | 28     |
| 3. | Jaroslav Kuneš     | quickstep | „Chicago“ (Frank Sinatra)                                         | 7       | 7          | 7     | 7        | 28     |
| 4. | Roman Vojtek       | rumba     | „Ain't No Sunshine“ (Bill Withers)                                | 8       | 7          | 7     | 5        | 27     |
| 4. | Kristýna Coufalová | rumba     | „Ain't No Sunshine“ (Bill Withers)                                | 8       | 7          | 7     | 5        | 27     |
| 5. | Václav Vydra       | quickstep | „You're the One That I Want“ (John Travolta & Olivia Newton-John) | 5       | 5          | 6     | 4        | 20     |
| 5. | Petra Kostovčíková | quickstep | „You're the One That I Want“ (John Travolta & Olivia Newton-John) | 5       | 5          | 6     | 4        | 20     |
| 6. | Helena Zeťová      | rumba     | „Fields of Gold“ (Sting)                                          | 7       | 6          | 6     | 4        | 23     |
| 6. | Eduard Zubák       | rumba     | „Fields of Gold“ (Sting)                                          | 7       | 6          | 6     | 4        | 23     |
| 7. | Jana Švandová      | quickstep | „(Get Your Kicks on) Route 66“ (King Cole Trio)                   | 7       | 5          | 5     | 3        | 20     |
| 7. | Zdeněk Fenčák      | quickstep | „(Get Your Kicks on) Route 66“ (King Cole Trio)                   | 7       | 5          | 5     | 3        | 20     |
| 8. | Jan Čenský         | rumba     | „Cuando Pienso En Ti“ (José Feliciano)                            | 8       | 7          | 7     | 8        | 30     |
| 8. | Tereza Bufková     | rumba     | „Cuando Pienso En Ti“ (José Feliciano)                            | 8       | 7          | 7     | 8        | 30     |

### 3. díl (18. listopadu 2006)
Pro třetí večer si páry připravily jive a tango.
Jan Čenský a Tereza Bufková se rozloučili se soutěží tancem na píseň „Can You Feel the Love Tonight“ od Eltona Johna.
| P  | Pár                | Tanec | Hudba                                                                              | Body    | Body       | Body  | Body     | Body   |
| P  | Pár                | Tanec | Hudba                                                                              | Harapes | Bartuňková | Kocáb | Chlopčík | Celkem |
| -- | ------------------ | ----- | ---------------------------------------------------------------------------------- | ------- | ---------- | ----- | -------- | ------ |
| 1. | Václav Vydra       | jive  | „Jailhouse Rock“ (Elvis Presley)                                                   | 7       | 6          | 6     | 6        | 25     |
| 1. | Petra Kostovčíková | jive  | „Jailhouse Rock“ (Elvis Presley)                                                   | 7       | 6          | 6     | 6        | 25     |
| 2. | Jan Čenský         | tango | „Hernando's Hideaway“ (Archie Bleyer)                                              | 6       | 6          | 7     | 6        | 25     |
| 2. | Tereza Bufková     | tango | „Hernando's Hideaway“ (Archie Bleyer)                                              | 6       | 6          | 7     | 6        | 25     |
| 3. | Jana Švandová      | jive  | „Walking By Myself“ (Gary Moore)                                                   | 6       | 4          | 5     | 4        | 19     |
| 3. | Zdeněk Fenčák      | jive  | „Walking By Myself“ (Gary Moore)                                                   | 6       | 4          | 5     | 4        | 19     |
| 4. | Roman Vojtek       | tango | „El Tango de Roxanne“ (Ewan McGregor & José Feliciano & Jacek Koman/Moulin Rouge!) | 8       | 7          | 8     | 9        | 32     |
| 4. | Kristýna Coufalová | tango | „El Tango de Roxanne“ (Ewan McGregor & José Feliciano & Jacek Koman/Moulin Rouge!) | 8       | 7          | 8     | 9        | 32     |
| 5. | Tomáš Dvořák       | jive  | „(You Never Can Tell) C'est La Vie“ (Chuck Berry/Pulp Fiction)                     | 9       | 7          | 7     | 6        | 29     |
| 5. | Kamila Tománková   | jive  | „(You Never Can Tell) C'est La Vie“ (Chuck Berry/Pulp Fiction)                     | 9       | 7          | 7     | 6        | 29     |
| 6. | Jolana Voldánová   | tango | „Please Mr. Brown“ (Sarah Vaughan)                                                 | 7       | 6          | 6     | 7        | 26     |
| 6. | Jan Tománek        | tango | „Please Mr. Brown“ (Sarah Vaughan)                                                 | 7       | 6          | 6     | 7        | 26     |
| 7. | Mahulena Bočanová  | jive  | „Hanky Panky“ (Madonna)                                                            | 9       | 9          | 9     | 8        | 35     |
| 7. | Jaroslav Kuneš     | jive  | „Hanky Panky“ (Madonna)                                                            | 9       | 9          | 9     | 8        | 35     |

### 4. díl (25. listopadu 2006)
Čtvrtý večer se tančil slowfox a paso doble.
Jana Švandová a Zdeněk Fenčák se rozloučili se soutěží tancem na píseň „Bridge over Troubled Water“ od dua Simon & Garfunkel.
| P  | Pár                | Tanec      | Hudba                                  | Body    | Body       | Body  | Body     | Body   |
| P  | Pár                | Tanec      | Hudba                                  | Harapes | Bartuňková | Kocáb | Chlopčík | Celkem |
| -- | ------------------ | ---------- | -------------------------------------- | ------- | ---------- | ----- | -------- | ------ |
| 1. | Mahulena Bočanová  | slowfox    | „Fever“ (Peggy Lee)                    | 9       | 9          | 8     | 8        | 34     |
| 1. | Jaroslav Kuneš     | slowfox    | „Fever“ (Peggy Lee)                    | 9       | 9          | 8     | 8        | 34     |
| 2. | Jolana Voldánová   | paso doble | „España Cañí“ (Pascual Marquina Narro) | 7       | 7          | 7     | 7        | 28     |
| 2. | Jan Tománek        | paso doble | „España Cañí“ (Pascual Marquina Narro) | 7       | 7          | 7     | 7        | 28     |
| 3. | Tomáš Dvořák       | slowfox    | „How Deep Is Your Love?“ (Bee Gees)    | 10      | 9          | 9     | 10       | 38     |
| 3. | Kamila Tománková   | slowfox    | „How Deep Is Your Love?“ (Bee Gees)    | 10      | 9          | 9     | 10       | 38     |
| 4. | Václav Vydra       | paso doble | „España Cañí“ (Pascual Marquina Narro) | 8       | 8          | 8     | 7        | 31     |
| 4. | Petra Kostovčíková | paso doble | „España Cañí“ (Pascual Marquina Narro) | 8       | 8          | 8     | 7        | 31     |
| 5. | Jana Švandová      | slowfox    | „L'italiano“ (Toto Cutugno)            | 7       | 6          | 7     | 5        | 25     |
| 5. | Zdeněk Fenčák      | slowfox    | „L'italiano“ (Toto Cutugno)            | 7       | 6          | 7     | 5        | 25     |
| 6. | Roman Vojtek       | paso doble | „España Cañí“ (Pascual Marquina Narro) | 10      | 10         | 9     | 9        | 38     |
| 6. | Kristýna Coufalová | paso doble | „España Cañí“ (Pascual Marquina Narro) | 10      | 10         | 9     | 9        | 38     |

### 5. díl (2. prosince 2006)
Pátý večer se nesl ve znamení jediného soutěžního tance, a to latinskoamerické samby. Na závěr přenosu všechny páry zatančily na píseň „Someday“ (původně nazpívala Heidi Mollenhauer) z amerického animovaného filmu Zvoník u Matky Boží vídeňský valčík, jehož choreografii připravil Petr Odstrčil.
Jolana Voldánová a Jan Tománek se rozloučili se soutěží tancem na píseň „Tears in Heaven“ od Erica Claptona.
| P  | Pár                | Tanec | Hudba                               | Body    | Body       | Body  | Body     | Body   |
| P  | Pár                | Tanec | Hudba                               | Harapes | Bartuňková | Kocáb | Chlopčík | Celkem |
| -- | ------------------ | ----- | ----------------------------------- | ------- | ---------- | ----- | -------- | ------ |
| 1. | Václav Vydra       | samba | „Shake Your Bon-Bon“ (Ricky Martin) | 7       | 7          | 7     | 5        | 26     |
| 1. | Petra Kostovčíková | samba | „Shake Your Bon-Bon“ (Ricky Martin) | 7       | 7          | 7     | 5        | 26     |
| 2. | Jolana Voldánová   | samba | „Porque Si Porque No“ (El Captain)  | 8       | 7          | 7     | 6        | 28     |
| 2. | Jan Tománek        | samba | „Porque Si Porque No“ (El Captain)  | 8       | 7          | 7     | 6        | 28     |
| 3. | Roman Vojtek       | samba | „Mas Que Nada“ (Sérgio Mendes)      | 10      | 10         | 9     | 10       | 39     |
| 3. | Kristýna Coufalová | samba | „Mas Que Nada“ (Sérgio Mendes)      | 10      | 10         | 9     | 10       | 39     |
| 4. | Mahulena Bočanová  | samba | „Kiss Kiss“ (Holly Valance)         | 9       | 9          | 9     | 8        | 35     |
| 4. | Jaroslav Kuneš     | samba | „Kiss Kiss“ (Holly Valance)         | 9       | 9          | 9     | 8        | 35     |
| 5. | Tomáš Dvořák       | samba | „Tequila“ (Azúcar Moreno)           | 9       | 8          | 8     | 7        | 32     |
| 5. | Kamila Tománková   | samba | „Tequila“ (Azúcar Moreno)           | 9       | 8          | 8     | 7        | 32     |

### 6. díl (9. prosince 2006)
Šestý večer se měly představit čtyři taneční páry a zatančit dva tance, jeden standardní a jeden latinskoamerický (jive, rumba, slowfox a tango). Avšak na začátku přenosu, když soutěžící nastoupili na parket, moderátoři oznámili, že Mahulena Bočanová s Jaroslavem Kunešem kvůli zranění partnera, které se událo téhož dne na generálce, nevystoupí a v soutěži končí. Nicméně pár zůstal až do konce přímého přenosu, aby podpořili ostatní soutěžící. Původně měli tančit tango a rumbu. Bodování poroty pro tento večer bylo pouze informativní a hlasy od diváků se započítaly do následujícího kola.
Mahulena Bočanová a Jaroslav Kuneš se rozloučili se soutěží tancem na píseň „Quando quando quando“ od Michaela Bublého a Nelly Furtado.
| P  | Pár                | Tanec   | Hudba                                                  | Body    | Body       | Body  | Body     | Body   |
| P  | Pár                | Tanec   | Hudba                                                  | Harapes | Bartuňková | Kocáb | Chlopčík | Celkem |
| -- | ------------------ | ------- | ------------------------------------------------------ | ------- | ---------- | ----- | -------- | ------ |
| 1. | Roman Vojtek       | jive    | „Hit the Road Jack“ (Ray Charles)                      | 9       | 9          | 9     | 7        | 34     |
| 1. | Kristýna Coufalová | jive    | „Hit the Road Jack“ (Ray Charles)                      | 9       | 9          | 9     | 7        | 34     |
| 2. | Tomáš Dvořák       | rumba   | „True Colors“ (Cyndi Lauper)                           | 9       | 9          | 9     | 6        | 33     |
| 2. | Kamila Tománková   | rumba   | „True Colors“ (Cyndi Lauper)                           | 9       | 9          | 9     | 6        | 33     |
| 3. | Václav Vydra       | rumba   | „Will You Love Me Tomorrow“ (Carole King)              | 8       | 8          | 8     | 9        | 33     |
| 3. | Petra Kostovčíková | rumba   | „Will You Love Me Tomorrow“ (Carole King)              | 8       | 8          | 8     | 9        | 33     |
| 4. | Roman Vojtek       | slowfox | „The Pink Panther Theme“ (Henry Mancini/Růžový panter) | 10      | 10         | 10    | 9        | 39     |
| 4. | Kristýna Coufalová | slowfox | „The Pink Panther Theme“ (Henry Mancini/Růžový panter) | 10      | 10         | 10    | 9        | 39     |
| 5. | Tomáš Dvořák       | tango   | „La cumparsita“ (Gerardo Matos Rodríguez)              | 10      | 10         | 10    | 10       | 40     |
| 5. | Kamila Tománková   | tango   | „La cumparsita“ (Gerardo Matos Rodríguez)              | 10      | 10         | 10    | 10       | 40     |
| 6. | Václav Vydra       | tango   | „Agata“ (Nino Ferre)                                   | 8       | 8          | 8     | 8        | 32     |
| 6. | Petra Kostovčíková | tango   | „Agata“ (Nino Ferre)                                   | 8       | 8          | 8     | 8        | 32     |

### 7. díl – Semifinále (16. prosince 2006)
Všechny páry se během večera představily dvakrát. Tančilo se paso doble, waltz, cha-cha, slowfox a quickstep.
Tomáš Dvořák a Kamila Tománková se rozloučili se soutěží tancem na píseň „Shape of My Heart“ od Stinga.
| P  | Pár                | Tanec      | Hudba                                  | Body    | Body       | Body  | Body     | Body   |
| P  | Pár                | Tanec      | Hudba                                  | Harapes | Bartuňková | Kocáb | Chlopčík | Celkem |
| -- | ------------------ | ---------- | -------------------------------------- | ------- | ---------- | ----- | -------- | ------ |
| 1. | Tomáš Dvořák       | paso doble | „España Cañí“ (Pascual Marquina Narro) | 9       | 9          | 8     | 6        | 32     |
| 1. | Kamila Tománková   | paso doble | „España Cañí“ (Pascual Marquina Narro) | 9       | 9          | 8     | 6        | 32     |
| 2. | Václav Vydra       | waltz      | „See the Day“ (Dee C. Lee)             | 8       | 8          | 7     | 7        | 30     |
| 2. | Petra Kostovčíková | waltz      | „See the Day“ (Dee C. Lee)             | 8       | 8          | 7     | 7        | 30     |
| 3. | Roman Vojtek       | cha-cha    | „Smooth“ (Santana & Rob Thomas)        | 10      | 10         | 9     | 10       | 39     |
| 3. | Kristýna Coufalová | cha-cha    | „Smooth“ (Santana & Rob Thomas)        | 10      | 10         | 9     | 10       | 39     |
| 4. | Tomáš Dvořák       | waltz      | „Come Away with Me“ (Norah Jones)      | 9       | 9          | 9     | 10       | 37     |
| 4. | Kamila Tománková   | waltz      | „Come Away with Me“ (Norah Jones)      | 9       | 9          | 9     | 10       | 37     |
| 5. | Václav Vydra       | slowfox    | „Moondance“ (Van Morrison)             | 8       | 8          | 8     | 8        | 32     |
| 5. | Petra Kostovčíková | slowfox    | „Moondance“ (Van Morrison)             | 8       | 8          | 8     | 8        | 32     |
| 6. | Roman Vojtek       | quickstep  | „Mack the Knife“ (Bobby Darin)         | 10      | 10         | 10    | 10       | 40     |
| 6. | Kristýna Coufalová | quickstep  | „Mack the Knife“ (Bobby Darin)         | 10      | 10         | 10    | 10       | 40     |

### 8. díl – Finále (23. prosince 2006)
Během finálového večera byly korunováni král a královna tanečního parketu. Každý pár se představil čtyřikrát –⁠ zatančili svůj nejlepší standardní tanec, nejlepší latinskoamerický tanec, freestyle a nejlepší tanec podle výběru páru. Součástí večera byl také společný tanec všech účastníků této řady, a to na píseň s původním textem Marka Ebena s názvem „Poslední valčík“.
Závěrečnou písní I. ročníka StarDance byla „Elephant's Foot“ od Macea Parkera.
| P  | Pár                | Tanec      | Hudba                                                                              | Body    | Body       | Body  | Body     | Body   |
| P  | Pár                | Tanec      | Hudba                                                                              | Harapes | Bartuňková | Kocáb | Chlopčík | Celkem |
| -- | ------------------ | ---------- | ---------------------------------------------------------------------------------- | ------- | ---------- | ----- | -------- | ------ |
| 1. | Roman Vojtek       | tango      | „El Tango de Roxanne“ (Ewan McGregor & José Feliciano & Jacek Koman/Moulin Rouge!) | 9       | 9          | 10    | 9        | 37     |
| 1. | Kristýna Coufalová | tango      | „El Tango de Roxanne“ (Ewan McGregor & José Feliciano & Jacek Koman/Moulin Rouge!) | 9       | 9          | 10    | 9        | 37     |
| 2. | Václav Vydra       | slowfox    | „Moondance“ (Van Morrison)                                                         | 9       | 9          | 9     | 10       | 37     |
| 2. | Petra Kostovčíková | slowfox    | „Moondance“ (Van Morrison)                                                         | 9       | 9          | 9     | 10       | 37     |
| 3. | Roman Vojtek       | samba      | „Mas Que Nada“ (Sérgio Mendes)                                                     | 10      | 10         | 9     | 10       | 39     |
| 3. | Kristýna Coufalová | samba      | „Mas Que Nada“ (Sérgio Mendes)                                                     | 10      | 10         | 9     | 10       | 39     |
| 4. | Václav Vydra       | rumba      | „Will You Love Me Tomorrow“ (Carole King)                                          | 10      | 9          | 9     | 9        | 37     |
| 4. | Petra Kostovčíková | rumba      | „Will You Love Me Tomorrow“ (Carole King)                                          | 10      | 9          | 9     | 9        | 37     |
| 5. | Roman Vojtek       | freestyle  | (Folklorní soubor Jasénka)                                                         | 10      | 10         | 10    | 10       | 40     |
| 5. | Kristýna Coufalová | freestyle  | (Folklorní soubor Jasénka)                                                         | 10      | 10         | 10    | 10       | 40     |
| 6. | Václav Vydra       | freestyle  | „New York, New York“ (Frank Sinatra)                                               | 10      | 10         | 10    | 10       | 40     |
| 6. | Petra Kostovčíková | freestyle  | „New York, New York“ (Frank Sinatra)                                               | 10      | 10         | 10    | 10       | 40     |
| 7. | Roman Vojtek       | quickstep  | „Mack the Knife“ (Bobby Darin)                                                     | —       | —          | —     | —        | —      |
| 7. | Kristýna Coufalová | quickstep  | „Mack the Knife“ (Bobby Darin)                                                     | —       | —          | —     | —        | —      |
| 8. | Václav Vydra       | paso doble | „España Cañí“ (Pascual Marquina Narro)                                             | —       | —          | —     | —        | —      |
| 8. | Petra Kostovčíková | paso doble | „España Cañí“ (Pascual Marquina Narro)                                             | —       | —          | —     | —        | —      |